# Barrio Santa Lucía
Barrio Santa Lucía är en ort i Mexiko.   Den ligger i kommunen San Pedro Juchatengo och delstaten Oaxaca, i den sydöstra delen av landet, 400 km sydost om huvudstaden Mexico City. Barrio Santa Lucía ligger 855 meter över havet och antalet invånare är 111.
Terrängen runt Barrio Santa Lucía är kuperad åt nordväst, men åt sydost är den bergig. Barrio Santa Lucía ligger nere i en dal. Runt Barrio Santa Lucía är det glesbefolkat, med 8 invånare per kvadratkilometer. Närmaste större samhälle är San Cristóbal Honduras, 4,7 km öster om Barrio Santa Lucía. I omgivningarna runt Barrio Santa Lucía växer huvudsakligen savannskog.